# Cassiano de Autun
São Cassiano de Autun (em francês:  Cassien), morto em ca. 350 dC, foi um bispo de Autun do século IV dC. É possível que ele tenha sido egípcio de nascimento. Ele viajou até Autun e foi um seguidor de São Retício, bispo da cidade antes dele.

## Vida e obras
Cassiano sucedeu Retício como bispo, servindo por volta de vinte anos e era muito querido pelo povo de sua sé. Gregório de Tours atribuiu milagres a Cassiano.